# Ізабела Трояновська
Ізабела Трояновська (пол. Izabela Ludwika Trojanowska; нар. 22 квітня 1955 року, Ольштин, ПНР) — польська поп-співачка.

## Дискографія
- 1981: Iza
- 1982: Układy
- 1990: Izabela Trojanowska
- 1993: Pożegnalny cyrk
- 1996: Chcę inaczej
- 2011: Życia zawsze mało

## Фільмографія
- 1980: Кар'єра Никодима Дизми (телесеріал) / Kariera Nikodema Dyzmy — Кася Куницька, дочка Куника
- З 1997: Клан (телесеріал) — Моніка Росс-Наврот, донька Марії та Владислава Любичів